# Нукаєво
Нука́єво (рос. Нукаево, башк. Нуҡай) — село у складі Кугарчинського району Башкортостану, Росія. Адміністративний центр Нукаєвської сільської ради.
Населення — 298 осіб (2010; 309 в 2002).
Національний склад:
- башкири — 99%